# Mästerdetektiven Conan
Mästerdetektiven Conan är en manga och anime, ritad och skriven av Gōshō Aoyama. Animen fick det engelska namnet Case Closed.

## Handling
Den talangfulle gymnasiedetektiven Shinichi Kudo blir förgiftad av två svartklädda män. Giftet (som man senare får veta heter Apotoxin 4869) får honom att krympa så att han ser ut att vara 7 år gammal, men mentalt är han fortfarande den 17-årige Shinichi Kudo. Han fortsätter att lösa detektivgåtor under det falska namnet Conan Edogawa, men måste varje gång hitta på något sätt att få alla att tro att det är någon annan som löst fallet för att inte dra till sig uppmärksamhet från de som förgiftat honom.
Ran Mori är 17 år gammal och går i samma klass som Shinichi och de är barndomsvänner. Rans pappa, Kogoro Mori, är även han en detektiv; han äger en detektivbyrå, men är värdelös på att lösa fall. Som 7-årige Conan flyttar Shinichi in hos Ran och Kogoro utan att någon av dem känner till hans sanna identitet, och Conan hoppas på att hitta information om de svartklädda männen allt eftersom fallen rullar in. Conan hjälper Kogoro att lösa fallen, men får alla att tro att det är Kogoro som löst dem. Ran är flera gånger på väg att avslöja Conan, men han lyckas varje gång slingra sig ur hennes misstankar.
De enda som känner till Conans riktiga identitet är hans föräldrar, grannen doktor Agasa och den skicklige, unge detektiven Heiji Hattori. Ytterligare två personer får under seriens gång veta Shinichis hemlighet; Miyano Shiho (kodnamn Sherry). Hon tillhörde tidigare ligan av svartklädda som förgiftade Shinichi, och hon har också blivit krympt till ett barn. Hon byter namn till Ai Haibara och börjar i Conans klass när hon flyr ifrån de svartklädda. Hennes syster var också med i ligan, men blev skjuten av dem. Den andra personen, Eisuke Hondo, är en 17-årig kille som börjar i Ran Moris klass.

## Huvudpersoner

### Shinichi Kudo/Conan Edogawa
Shinichi Kudo (工藤 新一,? Kudō Shinichi) är 17 år gammal och går i gymnasiet (enligt den svenska mangan är han 16 år gammal men enligt andra källor är han sjutton, dvs samma ålder som Ran). Hans mamma (Yukiko Kudo) var skådespelerska innan hon drog sig tillbaka efter att ha gift sig med Shinichis pappa (Yusaku Kudo) som senare blev en framgångsrik deckarförfattare. Shinichi ägnar sin tid till att hjälpa polisen med mordfall för skojs skull. En dag lovar han Ran att gå ut med henne till ett tivoli vid namn Tropical Land. Där mördas en person under en åkattraktion och Shinichi löser fallet. Han lägger märkte till två skumma, svartklädda män som inte är skyldiga till mordet, men som ändå drar sig undan polisen. Shinichi bestämmer sig för att följa efter dem, och ser då att de genomför en utpressning. En av de svartklädda lägger märke till Shinichi och slår ner honom. Eftersom ett mord nyss begåtts på tivolit finns det en mängd poliser där, och de svartklädda bestämmer sig för att använda ett otestat gift på Shinichi för att vara så diskreta som möjligt. Giftet gör så att Shinichi Kudo krymper istället för att dö, vilket var en effekt de svartklädda männen inte kände till.
I en sjuårings kropp går Shinichi till sin granne, doktor Agasa, och berättar allt för honom. Han ändrar sitt namn till Conan Edogawa (江戸川 コナン,? Edogawa Konan) och börjar använda sin pappas glasögon. Han bestämmer sig för att bo hos Ran eftersom hennes pappa också är detektiv, och där kan han vänta för att se om denne får ett fall om de "svartklädda", som även kallar sig för Ligan. Ran och hennes familj känner dock inte till hans sanna identitet.

### Ran Mori
Ran Mori (毛利 蘭,? Mōri Ran) är en barndomsvän till och kär i Shinichi Kudo, samt dotter till privatdetektiven Kogoro Mori och Eri Kisaki, som är advokat. Hennes föräldrar blev särbo när hon var sex år gammal, och ända sedan dess har hennes största mål varit att få dem sams igen och bli ett par. Ran är kapten för karatelaget i Teitan Gymnasium och hon har vunnit stadsmästerskapen i karate. Förutom det är hon väldigt begåvad på spel; hon har så mycket tur att hon har vunnit alla hasardspel hon har spelat.

### Kogoro Mori
Kogoro Mori (毛利 小五郎, Mōri Kogorō) är en före detta polis som blivit privatdetektiv istället. Han är en lat person som dricker mycket alkohol och som lätt distraheras av vackra kvinnor. Hans fru lämnade honom på grund av dessa brister, och vägrar komma tillbaka förrän han ändrar sig.
Kogoro är tämligen inkompetent och passar inte så bra som detektiv; han missar ofta uppenbara ledtrådar och drar slutsatser innan alla fakta är kända. Tack vare Conans hemliga hjälp får Kogoro ett genombrott. Kogoro kommer inte ihåg hur han löser fallen eftersom Conan söver honom med lugnande medel (sömnpilar från Conans klocka), imiterar Kogoros röst med en apparat (inbyggd i hans fluga) och löser fallen i hans ställe. I stället för att fundera över varför han somnar och sedan löser fallen väljer Kogoro att skryta om sina fantastiska slutsatser. Tidningarna har gett honom smeknamnet slumrande Kogoro efter sättet han "löser" fallen på. Det händer dock emellanåt att Kogoro löser fallen helt utan Conans hjälp, men detta är ovanligt.

### Heiji Hattori
Heiji Hattori är en gymnasiedetektiv, precis som Shinichi, men han kommer från Osaka i västra Japan. Han dyker först upp i volym 10 då han vill tävla med Shinichi om vem som är den bästa detektiven. Senare får Heiji reda på att Conan är Shinichi, och han är alltså en av de få som känner till Conans hemliga identitet. Heiji och Shinichi blir snart mycket goda vänner på grund av att de är så lika till sättet.
Heiji är kär i den tuffa flickan Kazuha Toyama, även om han inte vill medge det. Kazuha är hans barndomsvän och båda har lyckoamuletter som är liten bit av en kedja från en handboja som båda satt fast i som små. Heijis pappa är poliskommissarie i Osaka, vilket kan vara anledningen till att Heiji är en så bra detektiv.

### Ai Haibara
Ai Haibara, eller lilla Ai, som doktor Agasa och Conans vänner från skolan kallar henne, dök upp i mangan för första gången i volym 18. Hon är en före detta medlem i Ligan som förgiftade Shinichi. Hon har också krympts till ett barn av samma gift som Shinichi fick. Hon tog det frivilligt när hon satt fängslad av Ligan, och flydde på så sätt till Doktor Agasa. Haibara var den som uppfann giftet som krympte henne och Shinichi. Hon var i ett nummer av Mästerdetektiven Conan väldigt nära på att bli dödad av Ligan.

### Doktor Agasa
Doktor Agasa är en av de få som vet om Conans hemlighet. Han är en uppfinnare som bor granne med familjen Kudo, och han uppfinner ständigt nya prylar åt Conan som kommer till användning när han löser fall.

## Svensk utgivning
I Sverige gavs serien ut av Egmont Kärnan under namnet "Mästerdetektiven Conan". Utgivningen varade mellan år 2005-2010. I slutet av volym 63 står följande meddelande att läsa:
| ” | Tyvärr har försäljningssiffrorna för Mästerdetektiven Conan i Sverige pekat nedåt de senaste åren, vilket gör att Conan vol 63 blir den sista boken som utges på svenska. | „ |